# 2011年印度喀拉拉邦踩踏事件
2011年印度喀拉拉邦踩踏事件是於2011年1月14日晚发生在印度西南喀拉拉邦帕塔南蒂塔县萨巴里马拉神庙的一起踩踏事故。
事故发生地点萨巴里马拉神庙位于西高止山脉的山区，是一处著名的印度教朝圣地点。萨巴里马拉神庙进香活动为期两个月，每年都吸引数百万进香客参加。事故是由于一辆坐满进香客的吉普车突然失控撞向人潮，导致进香客惊惶奔走，引起互相践踏。由于发生地点交通不便，故给救援行动带来很大困难。